# Eugène Jamin
Pour l’article ayant un titre homophone, voir Eugène Jamain.
Pour les articles homonymes, voir Jamin.
Eugène Jamin est un  imprimeur et homme politique français né le 13 avril 1863 à Mayenne et mort le 26 octobre 1933 à Laval. Il est sénateur de la Mayenne de 1924 à 1933. Officier de l’instruction publique, il est nommé officier de la Légion d'honneur le 3 septembre 1923.

## Biographie
Il seconde assez-tôt dans sa jeunesse son père, maître-imprimeur, d’abord sur le quai d’Avesnières, puis rue de la Paix, en face du théâtre.
Il a débuté dans la vie publique comme principal organisateur des grandes fêtes publiques qui ont eu lieu à Laval depuis 1899 (concours de musique, concours de gymnastique, cavalcades, etc.). Conseiller municipal, le 3 mai 1908, il a rempli les fonctions de maire de Laval depuis le mois de juillet 1919, époque à laquelle Victor Boissel dut abandonner ses fonctions par suite de maladie.
Il devient maire de Laval le 10 décembre 1919 après les élections municipales de 1919 en remplacement de Victor Boissel, décédé. Le 14 décembre 1919 ; il est élu du canton de Laval-Est et siège alors au conseil général de la Mayenne.
Il est élu sénateur aux élections sénatoriales de 1924, il appartient au groupe de l'Union républicaine. En 1923, dans le but de l'amélioration de l'hygiène publique, Eugène Jamin lance la création des bains-douches de Laval comme à Château-Gontier. L'inauguration a lieu le 27 janvier 1927. Eugène Jamin est choisi pour la présidence du conseil général en remplacement de Gustave Denis en 1925.
Il est réélu sénateur pour une période de neuf ans aux élections sénatoriales de 1932. 
Il était président de la commission administrative des hospices et président de la commission du bureau de bienfaisance, de la Caisse d'épargne, et du Dispensaire. Il exerçait aussi la présidence du comice agricole des cantons de Laval, Loiron et Chailland, ainsi que la présidence du Cercle de l'Aurore.

## Distinctions
- Officier de l'Instruction publique
- Chevalier de la Légion d'honneur (1923)